# Ana Botella
Ana Botella Serrano (* 23. července 1953, Madrid) je španělská politička Lidové strany, zastávající v letech 2011–2015 úřad starostky Madridu.

## Kariéra
Botella působila v madridské městské radě od roku 2003, kde jako zástupkyně starosty vedla úseky sociálních služeb (2003–2007) a životního prostředí (2007–2011). Zde byla kritizována za neschopnost vypořádat se s znečištěným ovzduším v Madridu, kde byly často překračovány limity znečištění.
Přísahu starosty složila v 27. září 2011 poté co Alberto Ruiz-Gallardón, madridský starosta od roku 2003, rezignoval na funkci v souvislosti se jmenováním ministrem spravedlnosti ve vládě Mariano Rajoy.
Na tiskové konferenci 9. září 2014 Ana Botella oznámila, že v městských volbách v květnu 2015 se nebude ucházet o funkci starosty. 

## Soukromý život
Je manželkou bývalého španělského premiéra José María Aznara.
Ana Botella a José María Aznar jsou manželé od roku 1977 a mají tři děti: José María Aznar Botella, Ana Aznar Botella a Alonso Aznar Botella. Jejich dcera se vdala za Alejandro Agaga; 5. září 2002 měli přepychovou svatbu v královské rezidenci v El Escorialu. Ana Botella má čtyři vnoučata: Alejandro (narozen 4. června 2004 v Madridu), Rodrigo (13. prosince 2005 v Madridu), Pelayo (20. ledna 2008 v Madridu) a Alonso (22. prosince 2010 v Madridu) Agag Aznar.